# Batalla de Alejandría (30 a. C.)
La batalla de Alejandría fue un enfrentamiento militar que tuvo lugar el 31 de julio de 30 a. C. entre las fuerzas de Octavio y Marco Antonio durante la cuarta guerra civil. Pese a las deserciones que plagaban sus tropas, Marco Antonio logró ganar la batalla a duras penas. Sin embargo las deserciones continuaron y, a comienzos de agosto, Octavio lanzó una segunda invasión a Egipto, esta vez con éxito.
- Datos: Q3636319